# Jubilejnyj

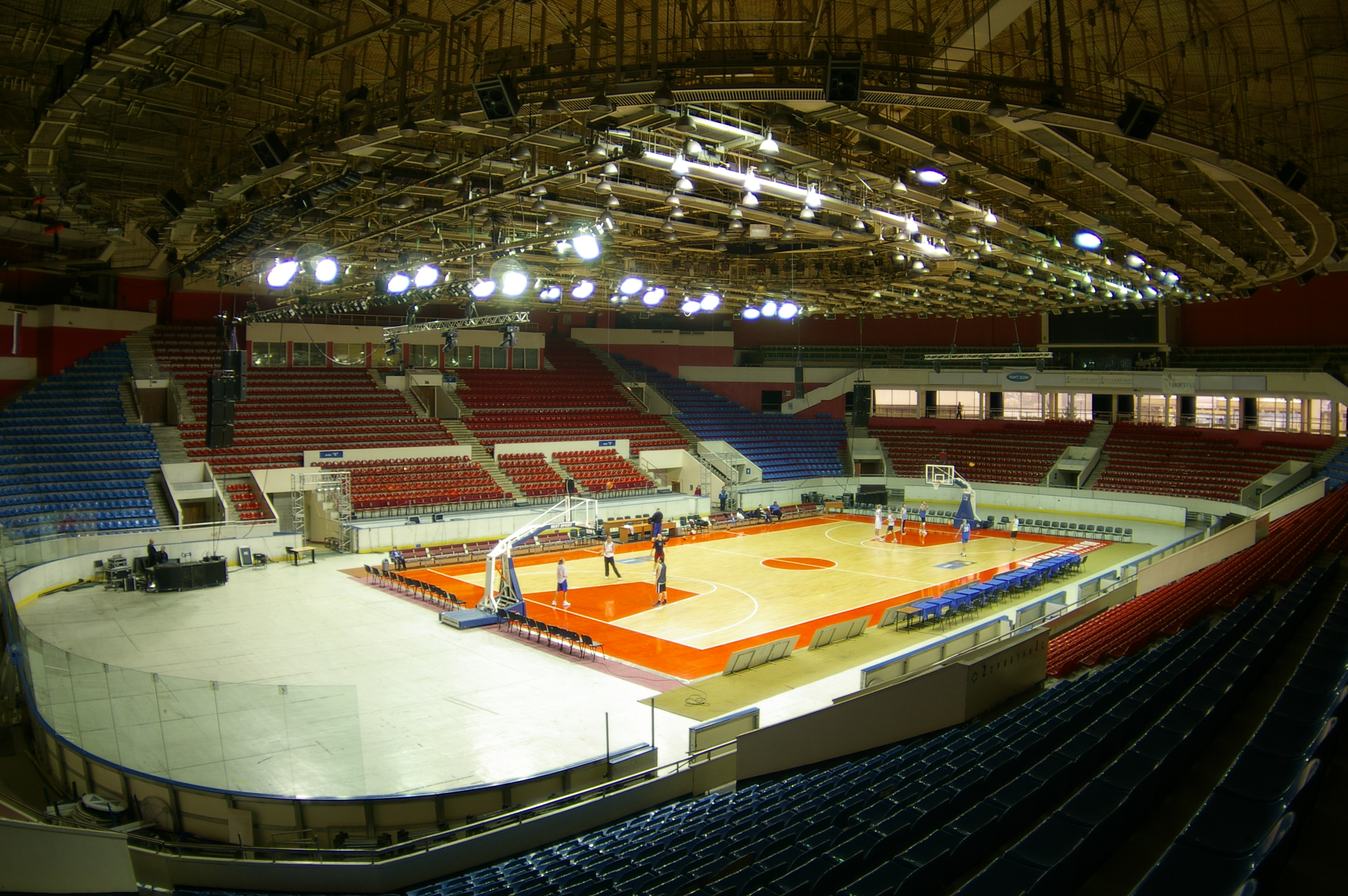
Interiör från huvudarenan

Jubilejnyj (ryska: Спортивный комплекс "Юбилейный", Sportkomplexet Jubilejnyj), är en inomhusarena och multiarena i Sankt Petersburg, Ryssland. Arenan rymmer 7 012 åskådare vid ishockeyarrangemang och upp till 7 700 för basketmatcher. Arenan kan nås via tunnelbanestationen Sportivnaja på linje 5 Frunzensko-Primorskaja i Sankt Petersburgs tunnelbana. Anläggningen invigdes 1967. Arenan hyser en stor variation av olika aktiviteter, inkluderande träning, tävlingar, mässor, festivaler och konserter.
}